# پفافنهوفن (بادن-وورتمبرگ)
پفافنهوفن (به آلمانی: Pfaffenhofen) یک شهر در آلمان است که در هایلبرون واقع شده‌است. پفافنهوفن ۲٬۳۷۹ نفر جمعیت دارد.